# Camptostemon aruense
Camptostemon aruense är en malvaväxtart som beskrevs av Odoardo Beccari. Camptostemon aruense ingår i släktet Camptostemon och familjen malvaväxter. Inga underarter finns listade i Catalogue of Life.